# Irig
Irig je gradić u Srbiji, na obroncima Fruške Gore, s 4.500 stanovnika. Poznat je kao voćarsko-vinogradarska regija, s velikim vinskim podrumom. Ima bogatu kulturnu tradiciju, a naročiti značaj ima Prva srpska čitaonica. Tradicionalne manifestacije: Dositejevi dani, Pudarski dani i drugo. Ima značajni turistički potencijal a posebno su poznati fruškogorski manastiri. U Irigu je rođen srpski slikar Vasa Eškićević.

## Knjige o Irigu
- Antun Dević i Blaž Zmaić: Župa Irig[1]

## Poznate osobe
- Joza Turkalj, hrvatski kipar